# Менодор
Менодор или Менас (Menodoros; Menas; † 35 пр.н.е., Сисция) e киликийски или гръцки пират и адмирал, който служи през Римските граждански войни при Секст Помпей и прототип на предател.

## Биография
През 67 пр.н.е. по време на пиратска война той е пленен от Помпей Велики и по-късно освободен и става клиент на Помпей. След убийството на Помпей през 48 пр.н.е. той остава при синовете му. Около 44 пр.н.е. става адмирал при станалия флотски префект Секст Помпей и служи в Масилия и Сицилия. През 40 пр.н.е. Секст Помпей изпраща Менодор да завладее Сардиния и Корсика, които превзема от Марк Лурий, управител на островите на Октавиан. В Цизалпийска Галия пленява Марк Тиций, но Помпей го освобождава заради баща му.
През 39 пр.н.е. Менодор придружава Помпей на мирната конференция в Мизенум с триумвирите Марк Антоний и Октавиан. Помпей го прави управител на Сардиния и Корсика. Понеже Луций Стай Мурк и Менекрат го клеветят пред Помпей, той започва тайни преговори с Октавиан и през лятото на 38 пр.н.е. той му предава двата острова заедно с три легиона и шестдесет кораба. Октавиан го награждава с рицарска титла в съсловието на equester ordo и го прави легат при флотския командир Гай Калвизий Сабин.
В началото на 36 пр.н.е. Менодор отива със седем кораба отново при Секст Помпей, а през лятото преминава отново на страната на Октавиан. Бие се в морската битка при Наулох под командването на Марк Випсаний Агрипа. Следващата година придружава Октавиан в Илирия и Панония, където е убит в корабна битка при Сисция на р. Сава.

## В литературата
- Уилям Шекспир пише за него (под името Менас) в пиесата си „Антоний и Клеопатра“.